# 21313 Сюяньюй
21313 Сюяньюй (21313 Xiuyanyu) — астероїд головного поясу, відкритий 10 грудня 1996 року.
Тіссеранів параметр щодо Юпітера — 3,635.
Названо на честь нефриту, який доставляється з повіту Сюянь, провінції Ляонін, білого або світло-зеленого кольору (кит.: 岫岩玉).